# Обінайя Самуель Стівович
Самуель Стівович Обінайя (нар. 28 серпня 2005, Харків, Україна) — український футболіст, півзахисник харківського клубу «Металіст 1925». Бронзовий призер юнацького чемпіонату Європи 2024 у складі збірної України U-19.

## Життєпис
Народився в Харкові. У ДЮФЛУ з 2014 року виступав спочатку за харківський «Металіст», а з 2018 року — за «Металіст 1925».
Після початку повномасштабного вторгнення Росії в Україну тренувався з юнацькою командою леверкузенського «Баєра».
Починаючи з сезону 2022/23 років виступав за юнацьку (U-19) команду «Металіста 1925». У січні 2023 року відправився до Туреччини на збори разом з першою командою харків'ян, проте після цього продовжив виступи за юнацьку команду. В Прем'єр-лізі України дебютував 25 лютого 2024 року в програному (2:4) домашньому поєдинку 18-го туру проти київського «Динамо». Самуель вийшов на поле на 89-й хвилині замість Владлена Юрченка. 13 березня 2024 року підписав з клубом новий контракт, розрахований до 30 червня 2027 року. До завершення сезону 2023/24 років виходив на поле у 8-ми матчах української Прем'єр-ліги.

## Досягнення
Юнацька збірна України (U-19):
 Бронзовий призер юнацького чемпіонату Європи: 2024
 «Металіст 1925»:
 Бронзовий призер Першой ліги України: 2024/25